# Гринфилд, Сьюзен
Сью́зен Аде́ль Гри́нфилд, баронесса Гринфилд (англ. Susan Adele Greenfield, Baroness Greenfield; 1 октября 1950) — английская учёная, писательница и член Палаты Лордов. Она специализируется в области физиологии мозга и участвовала в исследованиях болезней Паркинсона и Альцгеймера. До 2010 года являлась директором Королевского института Великобритании.

## Биография
Сьюзен Гринфилд родилась в 1950 году в еврейской семье. Её отец был электриком, а мать — танцовщицей.
В 1998 году Гринфилд получила премию Майкла Фарадея, а в январе 2000 года получила Орден Британской империи за вклад в популяризацию науки.
Гринфилд была замужем за профессором химии Питером Эткинсом, они развелись в 2005 году.